# Claude Joseph Rouget de Lisle
Claude Joseph Rouget de Lisle (Lons-le-Saunier, 10. svibnja 1760. – Choisy-le-Roi, 26. lipnja 1836.), francuski pjesnik i skladatelj. 
Autor je francuske nacionalne himne Marseljeze. Po zanimanju je bio časnik. U travnju 1792. godine u Strasbourgu napisao je tekst i glazbu domoljubne pjesme "Ratna pjesma za vojsku na Rajni", koja se vrlo brzo proširila. Tako su je 30. srpnja pjevali marseljeski dobrovoljci u maršu na Pariz, i po tome je prozvala "La Marseillaise" (Marseljeza). Osim patriotskih pjesama, skladao je romance, pisao pjesme, komedije i operna libreta.